# عماد السيد
عماد السيد هو لاعب كرة قدم مصري يلعب حاليًا لنادي الزمالك بالدوري المصري الممتاز في مركز حراسة المرمى. انتقل لنادي طلائع الجيش قادمًا من نادي الزمالك في يوليو 2010 بعد استغناء الزمالك عنه.